# 鍾鎮
鍾鎮，字原靜，廣東廣州府番禺縣人，明朝政治人物、賜特用進士出身。
崇禎六年中舉人，崇禎十三年中殿試乙榜，十五年賜進士，官刑部員外郎。